# Sybra paralongicollis
Sybra paralongicollis là một loài bọ cánh cứng trong họ Cerambycidae.